# When Love Is Mocked
When Love Is Mocked è un cortometraggio muto del 1915 scritto e diretto da George Nichols.

## Produzione
Il film fu prodotto dalla Selig Polyscope Company.

## Distribuzione
Distribuito dalla General Film Company, il film - un cortometraggio in tre bobine - uscì nelle sale cinematografiche statunitensi il 12 agosto 1915.